# Валя-Копчій
Валя-Копчій (рум. Valea Copcii) — село у повіті Мехедінць в Румунії. Входить до складу комуни Шиміан.
Село розташоване на відстані 265 км на захід від Бухареста, 7 км на схід від Дробета-Турну-Северина, 90 км на північний захід від Крайови.

## Населення
За даними перепису населення 2002 року у селі проживали 163 особи, усі — румуни. Усі жителі села рідною мовою назвали румунську.